# Наталка Сњаданко
Наталка Сњаданко (укр. Наталка Володимирівна Сняданко; рођена 20. маја 1973) је украјински писац, новинар и преводилац. Освојила је књижевну награду Џозеф Конрад 2011.

## Биографија
Рођена је 20. маја 1973. у Лавову где тренутно живи. Студирала је украјински језик и књижевност на Универзитету у Лавову и славистику и ренесансу на Универзитету Алберт Лудвигс. Заједно са Маријаном Кијановском, Маријаном Савком и другима је основала женску књижевну групу. Њен дебитантски роман Collection of Passions је објављен 2001. Написала је седам дела од којих је Frau Müller Does Not Wish to Pay More номинован за BBC-јеву украјинску књигу године. Њени романи су преведена на једанаест језика, укључујући енглески, шпански, немачки, пољски, мађарски, чешки и руски језик. Преводи романе и позоришне представе са немачког и пољског на украјински језик. Међу њеним преводима су и дела Франка Кафка, Макса Голдта, Гинтера Граса, Збигњева Херберта и Чеслава Милоша. Њени радови као новинарке су објављивани у Süddeutsche Zeitung и преводу у The New York Times, The Guardian, The New Republic и The Brooklyn Rail. У The New Republic је писала о почетку Евромајдана на Тргу независности. Појавила се у документарцу Mythos Galizien – Die Suche nach der ukrainischen Identität.

## Значајна дела
- Колекція пристрастей (2001)
  - The Passion Collection или The Adventures and Misadventures of a Young Ukrainian Lady (2010), превод Џенифер Крофт
- Сезонний позпродаж блондинок (2005)
- Синдром стерильності (2006)
- Чебрець у молоці (2007)
- Комашина тарзанка (2009)
- Гербарій коханців (2011)
- Фрау Мюллер не налаштована платити більше (2013)
- Охайні прописи ерцгерцога Вільгельма (2017)
- Перше слідство імператриці (2021)